# Thomas Reidy
Thomas „Tom“ Reidy (* 26. November 1968 in Brooklyn) ist ein US-amerikanischer Badmintonspieler.

## Karriere
Tommy Reidy nahm 1992 im Herrendoppel an Olympia teil. Nach gewonnenem Auftaktmatch verlor er dabei in Runde zwei und wurde somit 9. in der Endabrechnung. In seiner Heimat gewann er acht nationale Titel. Außerdem war er bei den Norwegian International und den Bulgarian International erfolgreich.

## Sportliche Erfolge
| Saison | Veranstaltung              | Disziplin    | Platz | Name                      |
| ------ | -------------------------- | ------------ | ----- | ------------------------- |
| 1990   | USA: Einzelmeisterschaften | Mixed        | 1     | Tom Reidy / Traci Britton |
| 1991   | USA: Einzelmeisterschaften | Herrendoppel | 1     | John Britton / Tom Reidy  |
| 1992   | USA: Einzelmeisterschaften | Herrendoppel | 1     | Benny Lee / Tom Reidy     |
| 1993   | USA: Einzelmeisterschaften | Herrendoppel | 1     | Benny Lee / Tom Reidy     |
| 1994   | Norwegian International    | Herrendoppel | 1     | Jesper Larsen / Tom Reidy |
| 1994   | USA: Einzelmeisterschaften | Herrendoppel | 1     | Benny Lee / Tom Reidy     |
| 1995   | Bulgarian International    | Herrendoppel | 1     | Thomas Reidy / Kevin Han  |
| 1995   | USA: Einzelmeisterschaften | Herrendoppel | 1     | Benny Lee / Tom Reidy     |
| 1996   | USA: Einzelmeisterschaften | Herrendoppel | 1     | Kevin Han / Tom Reidy     |
| 1997   | USA: Einzelmeisterschaften | Herrendoppel | 1     | Kevin Han / Tom Reidy     |